# Wojskowy Sąd Okręgowy Nr III
Wojskowy Sąd Okręgowy Nr III – jednostka organizacyjna służby sprawiedliwości Wojska Polskiego II RP z siedzibą w Grodnie, później w Wilnie.

## Historia
Po zakończeniu I wojny światowej i odzyskaniu przez Polskę niepodległości na podstawie rozkazu Ministra Spraw Wojskowych w styczniu 1920 przy Dowództwie Okręgu Generalnego Grodno utworzono Wojskowy Sąd Okręgu Generalnego w Grodnie. Podczas wojny polsko-bolszewickiej 17 lipca 1920 sąd został ewakuowany do Łowicza i zlikwidowany przy Sądzie Okręgu Generalnego w Łodzi. W kwietniu 1921 przy Dowództwie Okręgu Generalnego w Białymstoku utworzono Ekspozyturę Sądu Okręgu Generalnego w Warszawie. W maju 1921 Ekspozytura została przemianowana na Sąd Wojskowy Okręgu Generalnego Białystok, a jego szefem został mjr dr Bolesław Matzner. W listopadzie 1921 nadano nową nazwę: Sąd Wojskowy Okręgu Korpusu Nr III w Grodnie z tymczasową siedzibą w Grodnie. Na podstawie zarządzenia Departamentu VI Prawnego Ministerstwa Spraw Wojskowych w kwietniu 1922 Wojskowy Sąd Okręgowy Nr III został przeniesiony do Grodna. W wyniku wprowadzenia organizacji służby sprawiedliwości na czas pokoju w lutym 1922 został utworzony Wojskowy Sąd Okręgowy Nr III w Wilnie z tymczasową siedzibą w Grodnie. 1 lipca 1922 utworzono Wojskowy Sąd Rejonowy w Grodnie. W czerwcu 1924 Wojskowy Sąd Okręgowy Nr III został przeniesiony do Wilna i umieszczony w lokalu przy ulicy Sobocz 17. W nowej siedzibie sąd rozpoczął urzędowanie 5 czerwca. Równocześnie zlikwidowano filię Wojskowego Więzienia Śledczego Nr III w Grodnie.
Wojskowy sąd okręgowy obejmował swoim obszarem działania cały Okręg Korpusu Nr III. Sąd wykonywał czynności zasadniczo na swoim obszarze działania. Poza swoim obszarem działania sąd mógł wykonywać czynności tylko, gdy wymagało tego dobro wymiaru sprawiedliwości, ewentualnie gdy znacznie oszczędzono by koszty.

## Obsada
Szefowie sądu
- płk KS Jan Lukas (1923 – 31 III 1928 → stan spoczynku)
- płk KS Edmund Wełdycz (24 IV 1928[2] – 24 IV 1929 → sędzia NSW)
- ppłk KS Jan I Janowski (od III 1931[7])
- ppłk KS Karol Ludwik Sożyński (11 XII 1931[8] – 21 VI 1933 → stan spoczynku z dniem 31 VIII 1933[9])
- ppłk KS / płk aud. Władysław Proniewicz[a] (21 VI 1933[12] – 18 IX 1939[13])

Obsada personalna w 1939 roku
Obsada personalna i struktura organizacyjna w marcu 1939 roku:
- szef sądu – płk aud. Władysław Proniewicz
- zastępca szefa – ppłk aud. Jan Tytus Kawecki
- sędzia orzekający – ppłk aud. Ludwik Teodor Haas
- sędzia orzekający – mjr aud. mgr Stanisław Kudelski
- sędzia śledczy – mjr aud. Erwin Bordolo
- sędzia śledczy – kpt. aud. mgr Tadeusz Smoleński

## Wojskowa Prokuratura Okręgowa Nr 3
W styczniu 1920 utworzono Prokuraturę Wojskową, przynależną utworzonemu wówczas Wojskowemu Sądowi Okręgu Generalnego w Grodnie. Szefem został kpt. Julian Eborowicz. Pierwszym Prokuratorem Ekspozytury, a później Sądu Okręgu Generalnego był kpt. dr Zdzisław Dawidowicz. W wyniku wprowadzenia organizacji służby sprawiedliwości na czas pokoju w lutym 1922 została utworzona Prokuratura przy Wojskowym Sądzie Okręgowym Nr III w Wilnie z tymczasową siedzibą w Grodnie. W czerwcu 1924 Prokuratura została przeniesiona do Wilna i umieszczona w lokalu przy ulicy Sobocz 17. W nowej siedzibie prokuratura rozpoczęła urzędowanie 5 czerwca. Tego samego dnia została zlikwidowana filia Wojskowego Więzienia Śledczego Nr III w Grodnie.
Czynności prokuratorów wojskowych przy Wojskowym Sądzie Okręgowym Nr 3 wykonywali – wojskowy prokurator okręgowy oraz podlegli mu „wojskowi podprokuratorowie okręgowi”. Podprokuratorowie w stopniach oficerów sztabowych nosili nazwę wojskowych wiceprokuratorów okręgowych. Prokuratorem wojskowym mógł być wyłącznie oficer audytor, albo generał, który uzyskał stopień generalski jako oficer audytor. Wojskowy prokurator okręgowy był mianowany i zwalniany przez Prezydenta Rzeczypospolitej na wniosek Ministra Spraw Wojskowych. Wojskowych wiceprokuratorów i podprokuratorów okręgowych mianował i zwalniał Minister Spraw Wojskowych na wniosek Naczelnego Prokuratora Wojskowego. Ponadto Minister Spraw Wojskowych na wniosek Naczelnego Prokuratora Wojskowego nadawał w wojskowej prokuraturze okręgowej stanowiska służbowe prokuratorom (wiceprokuratorom, podprokuratorom) wojskowym.
Wojskowy prokurator okręgowy był uprawniony do sprawowania fachowego nadzoru i kierownictwa w stosunku do podległych mu wojskowych wiceprokuratorów i podprokuratorów okręgowych oraz w stosunku do podporządkowanych mu oficerów sądowych.
Sprawy kancelaryjne w prokuraturze załatwiał sekretariat. Sekretariat prokuratury składał się z kierownika sekretariatu i potrzebnej ilości innych pracowników kancelaryjnych.
Wojskowi prokuratorzy okręgowi
- ppłk KS Stanisław Bałuk (1923[16])
- ppłk KS dr Eugeniusz Antoni Emanuel Wolff (1924[17] – 1926 → stan spoczynku z dniem 30 IV 1927[18])
- ppłk / płk KS Edmund Wełdycz (15 V 1926[19] – 24 IV 1928 → szef WSO Nr III[20])
- ppłk KS dr Tadeusz Stefan Kamiński (24 IV 1928[20][2] – III 1931 → cz.p.o. prokuratora przy NSW)
- mjr / ppłk KS Władysław Proniewicz (11 XII 1931[21] – 21 VI 1933 → szef WSO Nr III)
- mjr / ppłk KS Tadeusz Wyszomirski (21 VI 1933[22] – 1936 → szef WSO Nr IX[23])
- ppłk aud. Stanisław Bolesław Mikuliński (do IX 1939[24])

Prokuratorzy
- podprokurator – kpt. aud. Andrzej Górniok[c]

Obsada personalna w marcu 1939 roku
- prokurator – ppłk aud. Stanisław Bolesław Mikuliński
- wiceprokurator – mjr aud. mgr Julian Rogalski[d] †1940 Katyń
- podprokurator – kpt. mgr Hygin Jerzy Rymdejko
- podprokurator – kpt. dr Władysław Späth
- asystent – por. mgr Zbigniew Bredy
- asystent – por. mgr Wacław Józef Makarski †1940 Charków[37]
- asystent – por. mgr Piotr Piotrowski
- asystent – por. mgr Mieczysław Zgorzelski